# 昆布盛車站

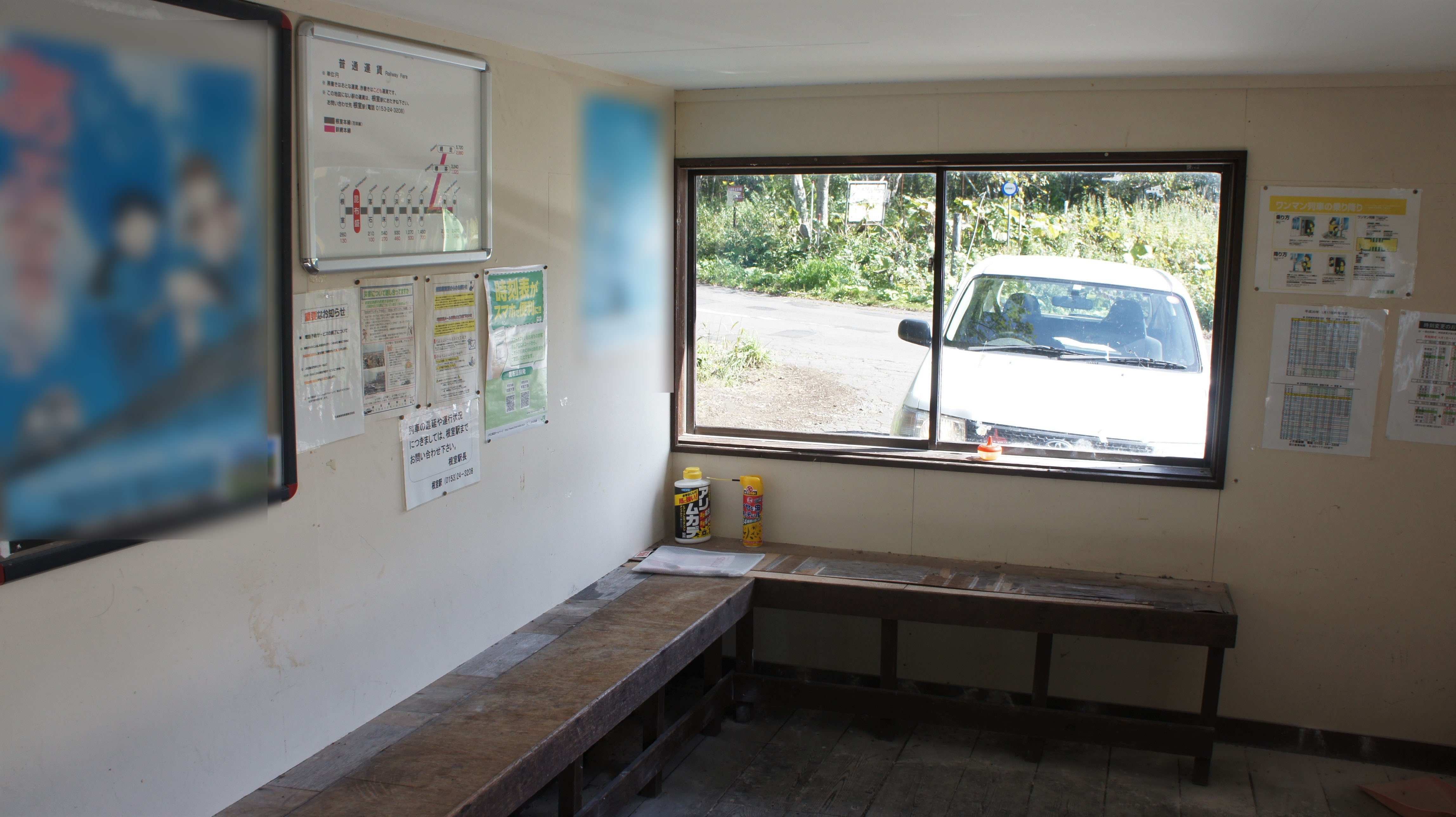
候車室內（2018年9月）

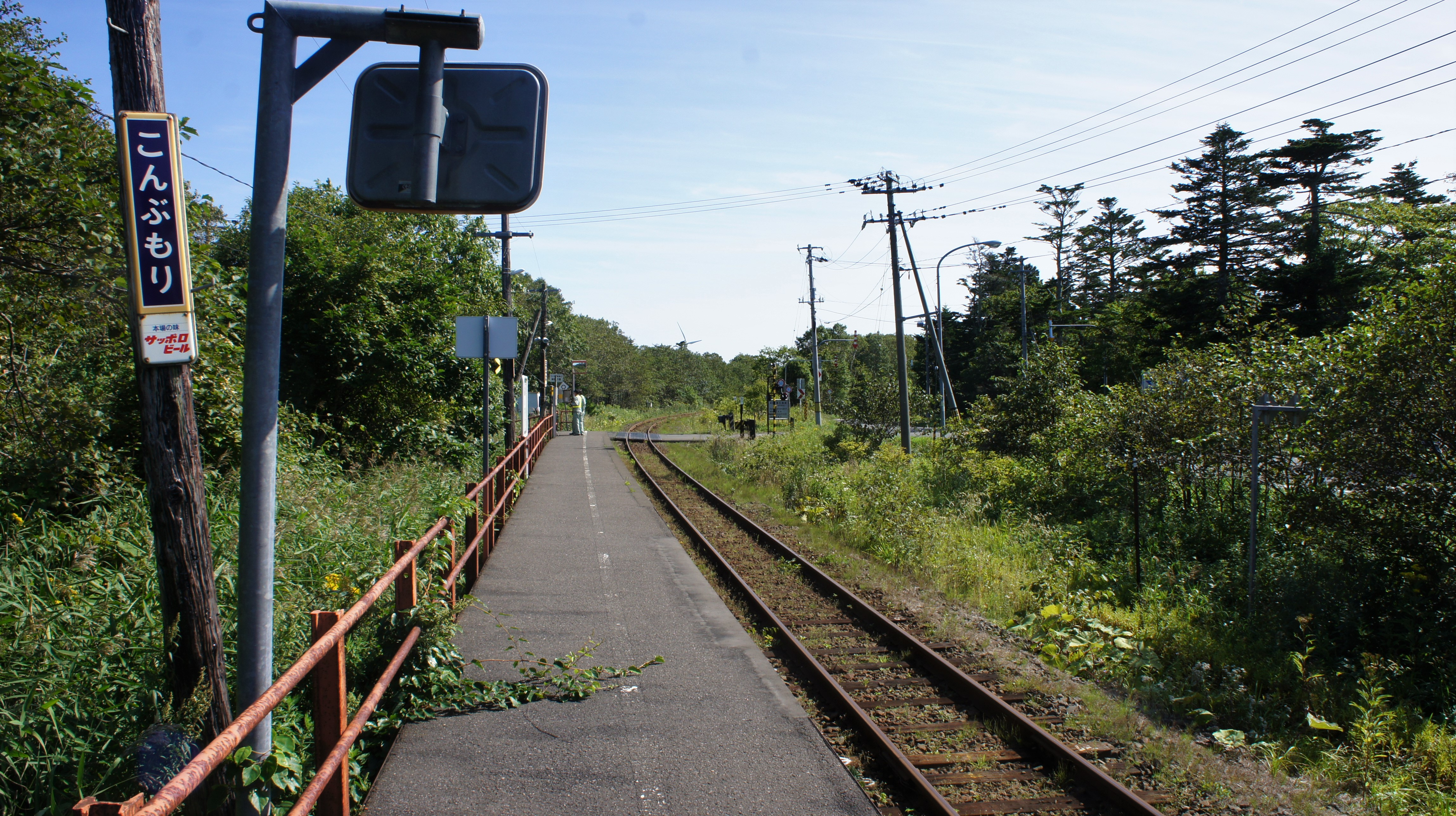
月台（2018年9月）

昆布盛車站（日语：／ Kombumori eki */?）是位於北海道根室市昆布盛，屬於北海道旅客鐵道（JR北海道）根室本線（花咲線）的鐵路車站。電報略號為コン。站名源自於阿伊努語的「kompu-moy」（海帶之灣）。

## 歷史
- 1967年（昭和36年）2月1日 - 以國有鐵道車站開始營業。為沒有配置職員的旅客車站。
- 1987年（昭和62年）4月1日 - 國鐵分割民營化後，由JR北海道繼承。

## 車站構造
此站為擁有1面1線側式月台的地面車站與無人車站。站內只設有小型候車室。

## 車站周邊
- 北海道道142號根室濱中釧路線
- 鵜居島
- 小鵜居島
- 溫根沼
- 根室市立昆布盛小學
- CEF昆布盛風力發電場

## 相鄰車站
北海道旅客鐵道（JR北海道）
根室本線（花咲線）
快速「花咲」（往釧路）、快速「納沙布」、普通（上行的一部分列車）
通過
快速「花咲」（往根室）、普通
落石－昆布盛－（※）西和田－東根室
（※）下行普通列車的一部分通過西和田站。

## 外部連結
- （日語）JR北海道 – 昆布盛車站 （页面存档备份，存于）
- （日語）昆布盛車站 （页面存档备份，存于）
- （日語）全驛參觀之旅 （页面存档备份，存于）